# 부군면 통폐합
부군면 통폐합(府郡面 統廢合)은 1914년 3월 1일 조선총독부가 시행한 조선총독부령 제111호 《도의 위치·관할 구역 변경 및 부·군의 명칭·위치·관할 구역 변경에 관한 규정》(1913년 12월 29일 공포)에 의하여 대대적인 행정 구역 개편을 단행(13도 12부 329군 -> 13도 12부 220군)하고 이어서 4월 1일 각 도의 영에 의하여 각 군의 면을 개편한 것을 통틀어 이르는 말이다.

1913년 12월 31일, 부군 폐합 전 조선의 행정 구역도

1914년 4월 1일, 부군 폐합 직후 조선의 행정 구역도

부는 이전까지의 부와 달리 1995년 도농복합도시 이전의 시처럼 도시와 농촌을 분리시켰다. 부군 단위에서는 군끼리 통합, 도농복합도시의 교외 지역을 군으로 분리, 도농복합부의 교외 지역과 이웃한 군을 새로운 이름으로 병합, 함경도 지방은 새로운 군 신설을 했고 면 단위들은 주로 병합되는 방향으로 개편이 이루어졌다. 오늘날의 대한민국과 조선민주주의인민공화국의 행정 구역에도 많은 부분 계승되고 있다. 다만 북한은 1952년 군면리 대폐합으로 면 단위 행정 구역을 전부 폐지하였다.
동·리의 정리도 1914년 3월~4월의 부군면 통폐합과 동시에 행해진 것으로 여겨지고는 하나, 실제로는 부군면 통폐합 전후 1912년부터 1917년 사이 광범위한 기간에 걸쳐 동·리의 정리가 시행되었으며, 부군면 통폐합에 선행 또는 후행하여 드물게 도·부·군·면의 경계가 조정되는 일도 있었다.

## 부·군의 정리

### 경기도
- 경성부, 고양군 → 경성부(경기도청 소재지), 고양군
- 인천부, 부평군, 강화군 일부, 남양군 일부 → 인천부, 부천군
- 개성군, 풍덕군 → 개성군
- 수원군, 남양군, 광주군 일부, 안산군 일부 → 수원군
- 시흥군, 과천군, 안산군 → 시흥군
- 진위군, 수원군 일부, 충청남도 평택군 → 진위군
- 용인군, 양지군, 죽산군 일부 → 용인군
- 김포군, 양천군, 통진군 → 김포군
- 파주군, 교하군 → 파주군
- 강화군, 교동군 → 강화군
- 포천군, 영평군 → 포천군
- 안성군, 양성군, 죽산군 → 안성군
- 연천군, 적성군, 마전군, 삭녕군 → 연천군
- 이천군, 음죽군 → 이천군
- 변동 없음(면 이하 단위로 군 경계의 변동은 있기도 했다, 이하 동일): 광주군, 양평군, 양주군, 가평군, 여주군, 장단군

### 충청북도
- 청주군, 문의군 → 청주군(충청북도청 소재지)
- 제천군, 청풍군 → 제천군
- 괴산군, 청안군, 연풍군 → 괴산군
- 음성군, 충주군 일부 → 음성군
- 단양군, 영춘군 → 단양군
- 영동군, 황간군 → 영동군
- 보은군, 회인군 → 보은군
- 옥천군, 청산군 → 옥천군
- 변동 없음: 진천군, 충주군

### 충청남도
- 회덕군, 진잠군, 공주군 일부 → 대전군
- 천안군, 직산군, 목천군 → 천안군
- 홍주군, 결성군 → 홍성군
- 서산군, 해미군, 태안군 → 서산군
- 은진군, 연산군, 노성군, 석성군 일부 → 논산군
- 서천군, 한산군, 비인군 → 서천군
- 청양군, 정산군 → 청양군
- 당진군, 면천군 → 당진군
- 부여군, 임천군, 홍산군, 석성군 → 부여군
- 예산군, 덕산군, 대흥군 → 예산군
- 아산군, 온양군, 신창군 → 아산군
- 보령군, 남포군, 오천군 → 보령군
- 연기군, 전의군, 공주군 일부 → 연기군
- 변동 없음: 공주군(충청남도청 소재지)

### 전라북도
- 전주군, 고산군 → 전주군(전라북도청 소재지)
- 군산부, 임피군, 전라남도 지도군 고군산면 → 군산부, 옥구군
- 익산군, 용안군, 여산군, 함열군 → 익산군
- 남원군, 운봉군 → 남원군
- 김제군, 만경군, 금구군 → 김제군
- 정읍군, 고부군, 태인군 → 정읍군
- 진안군, 용담군 → 진안군
- 고창군, 무장군, 흥덕군 → 고창군
- 금산군, 진산군 → 금산군
- 변동 없음:  부안군, 임실군, 순창군, 무주군, 장수군

### 전라남도
- 곡성군, 창평군 일부, 구례군 일부 → 곡성군
- 나주군, 남평군 → 나주군
- 목포부, 지도군 → 목포부, 무안군
- 여수군, 돌산군 → 여수군
- 담양군, 창평군 → 담양군
- 능주군, 동복군 → 화순군
- 함평군, 목포부 일부 → 함평군
- 영광군, 지도군 위도면·낙월면 → 영광군
- 흥양군 → 고흥군
- 제주군, 정의군, 대정군, 완도군 추자면 → 제주군(제주도)
- 변동 없음: 광주군(전라남도청 소재지), 광양군, 보성군, 강진군, 해남군, 장성군, 구례군, 장흥군, 완도군, 진도군, 순천군, 영암군

### 경상북도
- 대구부, 현풍군 → 대구부(경상북도청 소재지), 달성군
- 안동군, 예안군 → 안동군
- 연일군, 흥해군, 장기군, 청하군 → 영일군
- 영덕군, 영해군 → 영덕군
- 의성군, 비안군 → 의성군
- 영천군(榮川郡), 풍기군, 순흥군 → 영주군
- 예천군, 용궁군, 안동군 일부 → 예천군
- 청송군, 진보군 → 청송군
- 영양군, 진보군 일부 → 영양군
- 김산군, 지례군, 개령군 → 김천군
- 상주군, 함창군 → 상주군
- 칠곡군, 인동군 → 칠곡군
- 군위군, 의흥군 → 군위군
- 경산군, 자인군, 하양군 → 경산군
- 영천군(永川郡), 신녕군 → 영천군
- 경상남도 울도군 → 경상북도 울도군(울릉도)
- 변동 없음: 경주군, 봉화군, 문경군, 성주군, 고령군, 청도군, 선산군

### 경상남도
- 부산부, 기장군 → 부산부, 동래군
- 울산군, 언양군 → 울산군
- 마산부 → 마산부, 창원군
- 용남군, 거제군 → 통영군
- 거창군, 안의군 일부, 삼가군 일부 → 거창군
- 함양군, 안의군 → 함양군
- 창녕군, 영산군 → 창녕군
- 고성군, 용남군 일부 → 고성군
- 사천군, 곤양군 → 사천군
- 하동군, 곤양군 일부 → 하동군
- 합천군, 초계군, 삼가군 → 합천군
- 산청군, 단성군 → 산청군
- 변동 없음: 진주군(경상남도청 소재지), 의령군, 함안군, 김해군, 밀양군, 양산군, 남해군

### 황해도
- 연안군, 배천군 → 연백군
- 금천군, 토산군 → 금천군
- 변동 없음: 해주군(황해도청 소재지), 신계군, 평산군, 곡산군, 옹진군, 장연군, 송화군, 재령군, 서흥군, 봉산군, 수안군, 신천군, 안악군, 황주군, 은율군

### 평안남도
- 평양부 → 평양부(평안남도청 소재지), 대동군
- 진남포부, 용강군 → 진남포부, 용강군
- 중화군, 상원군 → 중화군
- 영유군, 숙천군, 순안군 → 평원군
- 강서군, 증산군 → 강서군
- 변동 없음: 강동군, 성천군, 순천군, 안주군, 개천군, 덕천군, 영원군, 맹산군, 양덕군

### 평안북도
- 의주부 → 신의주부(평안북도청 소재지), 의주군
- 정주군, 곽산군 → 정주군
- 박천군, 가산군 → 박천군
- 변동 없음: 선천군, 영변군, 희천군, 운산군, 태천군, 구성군, 철산군, 용천군, 삭주군, 창성군, 벽동군, 초산군, 위원군, 강계군, 자성군, 후창군

### 강원도
- 철원군, 경기도 삭녕군 일부 → 철원군
- 고성군, 간성군 → 간성군
- 울진군, 평해군 → 울진군
- 김화군, 금성군 → 김화군
- 이천군, 안협군 → 이천군
- 변동 없음: 춘천군(강원도청 소재지), 홍천군, 횡성군, 원주군, 평창군, 영월군, 정선군, 삼척군, 강릉군, 양양군, 통천군, 회양군, 평강군, 화천군, 양구군, 인제군

### 함경남도
- 원산부, 안변군 일부 → 원산부, 덕원군
- 함흥군 일부, 장진군 일부 → 신흥군
- 갑산군 일부, 북청군 일부 → 풍산군
- 변동 없음: 함흥군(함경남도청 소재지), 고원군, 홍원군, 북청군, 안변군, 문천군, 영흥군, 정평군, 이원군, 단천군, 갑산군, 삼수군, 장진군

### 함경북도
- 청진부 → 청진부, 부령군
- 변동 없음: 경성군(함경북도청 소재지), 경흥군, 명천군, 회령군, 종성군, 성진군, 길주군, 경원군, 온성군, 무산군

## 면의 정리
1914년 3월 1일 부·군이 정리된 이후, 각 도에서는 4월 1일 시행되는 면의 명칭과 구역에 대한 영을 공포했다.
- 다이쇼 3년 조선총독부 경기도령 제3호 면의 명칭 및 구역
- 다이쇼 3년 조선총독부 충청북도령 제2호 면의 명칭 및 구역
- 다이쇼 3년 조선총독부 충청남도령 제3호 면의 명칭 및 구역
- 다이쇼 3년 조선총독부 전라북도령 제2호 면의 명칭 및 구역
- 다이쇼 3년 조선총독부 전라남도령 제2호 면의 명칭 및 구역
- 다이쇼 3년 조선총독부 경상북도령 제2호 면의 명칭 및 구역
- 다이쇼 3년 조선총독부 경상남도령 제2호 면의 명칭 및 구역
- 다이쇼 3년 조선총독부 황해도령 제2호 면의 명칭 및 구역
- 다이쇼 3년 조선총독부 평안남도령 제2호 면의 명칭 및 구역
- 다이쇼 3년 조선총독부 평안북도령 제5호 면의 명칭 및 구역
- 다이쇼 3년 조선총독부 강원도령 제2호 면의 명칭 및 구역
- 다이쇼 3년 조선총독부 함경남도령 제4호 면의 명칭 및 구역
- 다이쇼 3년 조선총독부 함경북도령 제1호 면의 명칭 및 구역

## 같이 보기
- 일제강점기의 행정 구역
- 도농복합시